# Ron Gower
Ronald Charles Gower (ur. 6 marca 1929 w Hobart, zm. 8 lutego 2018 tamże) – australijski pięściarz, uczestnik Igrzysk Olimpijskich w 1948 w Londynie oraz igrzysk olimpijskich w 1952 w Helsinkach, a także Igrzysk Imperium Brytyjskiego w 1950.
Na igrzyskach w Londynie wziął udział w turnieju w wadze muszej. W pierwszej rundzie wygrał z reprezentantem Polski Januszem Kasperczakiem. W drugiej rundzie przegrał z Luisem Martínezem z Hiszpanii.
Na igrzyskach w Helsinkach wziął udział w turnieju w wadze koguciej. W pierwszej rundzie został znokautowany przez reprezentanta Polski Henryka Niedźwiedzkiego.
W 1952 roku został zawodowym bokserem, jednakże rozegrał tylko jedną walkę z Australijczykiem Jimmym Juno, którą przegrał przez nokaut.